# 罗屯镇
罗屯镇，是中华人民共和国山東省济宁市鱼台县下辖的一个乡镇级行政单位。

## 行政区划
罗屯镇下辖以下地区：
罗屯村、堽上村、许刘村、随集村、高庄村、安集村、屈庄村、冯楼村、前军村、后军村、赵楼村、孙楼村、王楼村、陈楼村、郭庄村、苗村、八户村、吴庄村、刘庄村、随海村、随庄村、杨庄村、赵庄村、新骆村、沈集村、前李村、周楼村、芦阁村、袁庄村、大闫村、沈庄村、张集村、矫洼村和郭河村。

## 建制沿革
2013年，罗屯乡撤乡设镇。